# Смерть Станіслава Томаша
19 червня 2021 року Станіслав Томаш, ром із Тепліце, Чехія, помер після того, як кілька поліцейських притиснули його до землі та кілька хвилин стояли на його шиї колінами. Смерть зафільмували, і відео стало вірусним, що призвело до порівнянь із вбивством Джорджа Флойда в Сполучених Штатах і призвело до протестів проти ромофобії.

## Фон
Роми (чеськ. Romové) — етнічна меншина в Чехії, яка нині становить 2–3 % населення. З моменту створення Першої Чехословацької Республіки в 1918 році ромське населення зазнало значних труднощів, будучи основною мішенню нацистських програм винищення під час Другої світової війни, а також об'єктом примусового переселення, будівництва ромських стін для забезпечення сегрегації та інших дискримінаційних соціальних політики в епоху комунізму. Роми продовжують бути мішенями ультраправих груп у Чехії, які поширюють ромофобію. Серед резонансних справ — підпал у Віткові 2009 року. Опитування 2010 року показало, що 83 % чехів вважають ромів асоціальними, а 45 % чехів хотіли б вислати їх із Чеської Республіки, а опитування Дослідницького центру П'ю 2019 року показало, що 66 % чехів мають негативне ставлення до ромів.

## Смерть
19 червня 2021 року Томаш, 46-річний ром, був затриманий чеською поліцією в Тепліце. Кілька очевидців стверджують, що його затримали під час спроби запобігти вандалізму автомобіля. На відеозаписі арешту, який зняли свідки, кілька поліцейських притиснули його до землі та стали на коліна на шию та спину. Під час арешту Томаш неодноразово кричав від страждання, і кілька глядачів намагалися попередити поліцію, що він не може дихати. Невдовзі Томаш помер у кареті швидкої допомоги.
Поліція заперечує будь-яку причетність до смерті. В офіційній заяві поліції стверджувалося, що розтин, призначений судом, не виявив зв'язку між смертю Томаша та діями поліції, і натомість він помер від передозування амфетаміну. Пізніше чеська поліція опублікувала в Twitter відео під назвою «No Czech Floyd», на якому невідомий напівголий чоловік б'ється з іншим біля автомобіля.
30 червня 2021 року родина Томаша оголосила, що подасть кримінальну скаргу проти чеської поліції до Європейського центру прав ромів (ERRC). Президент ERRC Джордже Йованович заявив, що «переслідування з боку поліції, етнічне профілювання, жорстокість, тортури, а іноді навіть смерть є досвідом багатьох ромів у Європі, коли вони взаємодіють з правоохоронними органами».
Після судово-медичного розтину та висновку експертів було оголошено, що чоловік помер від серцевої недостатності, яка нібито не була пов'язана з тим, що поліцейський став на коліна на його шию, виконавши ідентичний маневр, який убив Джорджа Флойда, а скоріше це було пов'язано з його вживання заборонених речовин, які вплинули не тільки на його серце, а й на кровоносні судини.
13 грудня 2021 року заступник омбудсмена (громадський захисник прав) Моніка Шимункова опублікувала звіт, у якому виявилося, що поліцейські допустили принаймні три суттєві помилки під час арешту Станіслава Томаша. Наприклад, у звіті поліції зазначено, що Томаш «самостійно піднявся з землі, хоча й був млявим». Однак у звіті Шимункової цитується свідчення фельдшера:
Руки (пацієнта) були сковані наручниками за спиною. Поліцейські притискали його до землі лише за одну руку, щоб він не втік. Коли я підійшов до пацієнта, то переконався, що він лежить на животі, не видає жодних звуків, перевірив сонну артерію, але пульс не прощупувався. На той момент кровоносна система пацієнта зупинилася, тобто він не дихав. Згодом я наполіг на тому, щоб його негайно поклали на ноші і занесли в карету швидкої допомоги.

## Реакції
Ян Гамачек, міністр внутрішніх справ Чехії, заявив, що поліція має його повну підтримку і що «будь-хто, хто перебуває під впливом наркотичних речовин і порушує закон, повинен розраховувати на втручання поліції». Його заява була зроблена одразу після смерті та задовго до оприлюднення результатів розтину.
Рада Європи закликала до «термінового, ретельного та незалежного розслідування» смерті. Amnesty International також закликала до розслідування смерті, заявивши, що впасти колінами на шию як форма стримування було «безрозсудним, непотрібним і непропорційним, а отже, незаконним», і що заяви чеського уряду на захист поліції «можна розуміти лише як надання карт-бланшу працівникам правоохоронних органів вдаватися до непотрібного або надмірного застосування сили при поводженні з будь-якою особою, що перебуває під впливом наркотиків, створюючи небезпечне відчуття безкарності та поставленості над законом». Урядова Рада Чехії у справах ромських меншин заявила, що «очевидна схожість між цим випадком і смертю афроамериканця Джорджа Флойда після поліцейського втручання в США в червні 2020 року із застосуванням дуже схожих методів піднімає питання, яке цікавить усе суспільство, — чи пропорційно застосовує поліція силу під час своїх втручань».
Себіян Фейзула з Університету Коїмбри заявив, що «смерть Станіслава Томаша — не поодинокий випадок» і що «роми є жертвами постійного державного терору, однак питання жорстокості поліції внаслідок структурного расизму мало обговорюється».

## Протести
Після зростання критики щодо жорстокості поліції щодо ромів, 26 червня люди в Тепліце вшанували його смерть, причому деякі прибули навіть з Угорщини та Словаччини.
Пам'ятні заходи, організовані ромськими неурядовими організаціями, відбулися в кількох містах Європи: 25 червня в Берліні, організований RomaTrial e.V. 27 червня у Відні, організований Hochschüler*innenschaft Österreichischer Roma und Romnja (HÖR).
6 липня косовські роми провели демонстрацію в Пріштині та перед посольством Чехії в Косово.

## Наслідки
У березні 2022 року Генеральна інспекція сил безпеки (GIBS) оприлюднила результати свого внутрішнього розслідування у справі. Вони заявили, що втручання міліції було здійснено стандартним чином і жодним чином не було пов'язане з подальшою смертю підозрюваного. Європейський центр прав ромів назвав заяву «відмовою у правосудді», а Amnesty International заявила про «великі сумніви» щодо незалежності та всебічності розслідування.
Конституційний суд Чехії відхилив конституційну апеляцію в квітні 2023 року, подану Європейським центром прав ромів і Форумом з прав людини. У серпні 2023 року організації подали позов до Європейського суду з прав людини від імені сестри Томаша.